# Ristorante al termine dell'Universo
Ristorante al termine dell'Universo (The Restaurant at the End of the Universe) è un romanzo di fantascienza umoristica del 1980, secondo libro della serie della Guida galattica per gli autostoppisti, "trilogia in cinque parti" scritta da Douglas Adams.
La trama si basa sulle ultime otto puntate della serie radiofonica originale, così come il primo libro era derivato dalle prime quattro. Le parti della trama sono notevolmente riorganizzate, e alcune mancano del tutto. Ad esempio gli episodi sul pianeta Brontitall sono trasferiti su un altro mondo, molto abbreviati e diversi personaggi vengono omessi completamente.
In particolare la fuga dal Ristorante al termine dell'universo era più coerente con l'intreccio originario di Guida galattica per gli autostoppisti, e il fatto che Marvin riappaia "magicamente" nel libro successivo resta decisamente scollegato dal resto della storia.

## Trama
Arthur Dent, Ford Prefect, Trillian, e Zaphod Beeblebrox hanno appena lasciato Magrathea, quando vengono attaccati da una nave Vogon. Vengono salvati da un antenato di Zaphod, Zaphod Beeblebrox Quarto, ma Zaphod e Marvin l'androide paranoico svaniscono inspiegabilmente, per riapparire presso gli uffici della Guida. Cercano Zarniwoop, che è in crociera intergalattica nel suo ufficio.
Quando lo incontrano, dopo numerose avventure che comprendono robot, strani pianeti e il Vortice di Prospettiva Totale che si trova sul mondo "B" di Ranonia, Zaphod si ritrova un modellino dell'astronave "Cuore d'Oro" nella tasca della giacca. Il modellino si espande fino a ridiventare la vera nave, con i suoi occupanti, che finalmente possono andare a cena al Ristorante al Termine dell'Universo (dove Zaphod aveva promesso di portarli alla fine del libro precedente).
Il ristorante si pone alla fine dell'Universo in senso temporale: gli avventori possono gustarsi lo gnaB giB, cioè il Big Bang alla rovescia.
Dopo cena rubano una nave per sfuggire agli inseguitori, ma questa si rivela essere una "Stunt Nave" destinata a tuffarsi in un sole come effetto speciale a conclusione di un concerto rock della band "La Zona Del Disastro" di Hotblack Desiato.
La cabina di teletrasporto della nave non ha i comandi (gli unici esistenti sono pulsanti neri, con diciture nere illuminati da luce nera), quindi gli occupanti si devono affidare al caso per salvarsi. Arthur e Ford si ritroveranno su una nave golgafrinchiana (l'arca "B") che si schianterà sulla Terra preistorica, Zaphod e Trillian sulla Cuore d'Oro, che, al comando di Zarniwoop, continua la sua missione: trovare chi governa l'Universo. Il povero robot Marvin dovrà restare sulla nave per far funzionare il teletrasporto.

## Edizioni
- Douglas Adams, The Restaurant at the End of the Universe, Pan Books, 1980, ISBN 0-345-39181-0.
- Douglas Adams, Ristorante al termine dell'Universo, traduzione di Laura Serra, collana Urania n° 968, Arnoldo Mondadori Editore, 1984,  p. 160.
- Douglas Adams, Ristorante al termine dell'Universo, traduzione di Laura Serra, collana I libri di Urania n° 17, Arnoldo Mondadori Editore, 1993,  p. 190, ISBN 88-04-37934-0.
- Douglas Adams, Ristorante al termine dell'Universo, traduzione di Laura Serra, collana Piccola Biblioteca Oscar n° 298, Arnoldo Mondadori Editore, 2002,  p. 245, ISBN 88-04-50794-2.

## Influenza culturale
Il chitarrista e pianista Tony MacAlpine ha intitolato la quarta traccia del suo quarto album solista Madness proprio Restaurant at the End of the Universe.

## I romanzi della Guida
- Guida galattica per gli autostoppisti, Urania N. 843, 1980  (The Hitchhiker's Guide to the Galaxy, 1979).
- Ristorante al termine dell'Universo, Urania N. 968, 1984	(The Restaurant at the End of the Universe, 1980).
- La vita, l'universo e tutto quanto, Urania N. 973, 1984 (Life, the Universe and Everything, 1982).
- Addio e grazie per tutto il pesce, Urania N. 1028, 1986 (So Long, and Thanks for All the Fish, 1984).
- Praticamente innocuo, Urania N. 1209 (Mostly Harmless, 1992).
- E un'altra cosa..., Strade Blu, 2010 (And An Other Thing..., 2009).